# Cantonul Saint-Girons
Cantonul Saint-Girons este un canton din arondismentul Saint-Girons, departamentul Ariège, regiunea Midi-Pyrénées, Franța.

## Comune
| Comune                | Populație (1999) | Cod poștal | Cod INSEE |
| --------------------- | ---------------- | ---------- | --------- |
| Alos                  | 131              | 09200      | 09008     |
| Castelnau-Durban      | 423              | 09420      | 09082     |
| Clermont              | 101              | 09420      | 09097     |
| Encourtiech           | 84               | 09200      | 09110     |
| Erp                   | 102              | 09200      | 09114     |
| Esplas-de-Sérou       | 143              | 09420      | 09118     |
| Eycheil               | 500              | 09200      | 09119     |
| Lacourt               | 264              | 09200      | 09149     |
| Lescure               | 461              | 09420      | 09164     |
| Montégut-en-Couserans | 67               | 09200      | 09201     |
| Moulis                | 759              | 09200      | 09214     |
| Rimont                | 501              | 09420      | 09246     |
| Rivèrenert            | 135              | 09200      | 09247     |
| Saint-Girons          | 6.254            | 09200      | 09261     |